# La Mort d'Orion
Albums de Gérard Manset
Gérard Manset Manset
La Mort d'Orion est le deuxième album de Gérard Manset, sorti en 1970.

## L'album
La suite La Mort d'Orion occupe toute la première face du vinyle original et donne son titre à l'album. La deuxième face contient des chansons autonomes, qui pour certaines reprennent quelques passages de la première face de l'album.
Selon l'édition française du magazine Rolling Stone, cet album est le 56e meilleur album de rock français. Il est également inclus dans l'ouvrage Philippe Manœuvre présente : Rock français, de Johnny à BB Brunes, 123 albums essentiels.

### Titres
Tous les textes et musiques sont de Gérard Manset.
| 1. | Introduction           | 4:32 |
| 2. | La Mort d'Orion        | 8:02 |
| 3. | Où l'horizon prend fin | 2:10 |
| 4. | Salomon l'ermite       | 6:37 |
| 5. | Finale                 | 1:21 |

| 6.  | Vivent les hommes    | 7:38 |
| 7.  | Enchaînement         | 1:15 |
| 8.  | Ils                  | 3:39 |
| 9.  | Le Paradis terrestre | 5:46 |
| 10. | Élégie funèbre       | 3:29 |

### Musiciens
- Anne Vanderlove : voix, chœurs
- Giani Esposito : récitant